# Palera (España)
Palera es una entidad de población española del municipio de Beuda, perteneciente a la provincia de Gerona, en la comunidad autónoma de Cataluña.

## Historia
Hacia mediados del siglo XIX, el lugar, ya por entonces perteneciente a Beuda, tenía contabilizada una población de ochenta habitantes. Aparece descrito en el duodécimo volumen del Diccionario geográfico-estadístico-histórico de España y sus posesiones de Ultramar de Pascual Madoz con las siguientes palabras:

PALERA: l. en la prov. y dióc. de Gerona, part. jud. de Olot, aud. terr., c. g. de Barcelona, ayunt. de Beudá. sit. en terreno montuoso; le combaten los vientos del N. El clima es frio pero sano; las enfermedades comunes son fiebres intermitentes. Tiene 20 casas y una igl. parr. (Sta. Maria) aneja de la de Lligordá. El térm. confina con Besalú, Tortellá, Lligordá y Beudá. El terreno es escabroso, abundante en pinos, encinas y matorrales; le cruzan varios caminos de herradura. prod.: trigo, legumbres, aceite y vino; cria ganado de cerda, y caza de conejos y perdices. pobl. 10 vec., 80 alm. cap. prod.: 313,200 rs. imp. 7,830.
(Madoz, 1849, p. 580)

En 2022, tenía empadronados dieciséis habitantes.

## Patrimonio
Hay en el lugar un monasterio del Santo Sepulcro.